# Kupellonura caudoserrata
Kupellonura caudoserrata là một loài chân đều trong họ Hyssuridae. Loài này được Negoescu miêu tả khoa học năm 1994.